# Heloísa Helena
Heloísa Helena Lima de Moraes Carvalho (Pão de Açúcar, 6 de junho de 1962) é uma enfermeira, professora e política brasileira, filiada à Rede Sustentabilidade (REDE). Heloísa foi a 3ª mulher que recebeu mais votos em uma campanha rumo à presidência do Brasil, atrás apenas de Marina Silva e Dilma Rousseff.
Em 1998, foi eleita senadora por Alagoas, com a maior votação daquela eleição. Discordou de políticas do PT, que tinha por conservadoras (especialmente a partir da Reforma da Previdência dos servidores públicos, realizada no primeiro mandato do presidente Luiz Inácio Lula da Silva) e, em 2003, foi expulsa da legenda. No ano seguinte, foi uma das pessoas que fundaram o Partido Socialismo e Liberdade, sendo a primeira presidente do partido. Participou, em 2013, da fundação do partido Rede Sustentabilidade, partido do qual, atualmente, é a Porta-Voz Nacional.

## Carreira política
Heloísa é ligada, desde muito jovem, aos movimentos sociais. Durante a década de 1990, participou no PT em Maceió, de ações que visavam à defesa de minorias e segmentos sociais menos favorecidos.
Candidata pela primeira vez em 1992, se elegeu vice-prefeita de Maceió na chapa do então governador Ronaldo Lessa (PSB). Dois anos depois, foi eleita deputada estadual, a primeira pelo PT em Alagoas.
Em 1996, rompeu com Lessa ao candidatar-se à Prefeitura de Maceió contra a então secretária da saúde do município, Kátia Born (PSB), que acabou eleita. Mesmo liderando as pesquisas desde o início do processo eleitoral, foi derrotada no segundo turno.
Formada em Enfermagem, é professora de Epidemiologia da Universidade Federal de Alagoas (UFAL) (cargo do qual se licenciou por 14 anos, sem remuneração, para dedicar-se a funções políticas). Em março de 2007, após o término do seu mandato no Senado, reassumiu a função.

### Senado

#### Crítica ao Governo FHC
Aos 4 dias do mês de outubro de 1998 a candidata Heloísa Helena, então do PT, é eleita com 374.931 votos nominais ou seja, (22,537% dos votos válidos), a primeira senadora mulher da República Federativa do Brasil em 1998 por seu estado natal, a assumir em 1º de janeiro de 1999. Heloísa derrotou e sucedeu o então senador de Alagoas Guilherme Palmeira do extinto PFL que obteve apenas 247.352 votos nominais (14,868% dos votos válidos).
Em 1999, no primeiro ano de seu mandato no Senado Federal, destacou-se pela forma com que combateu a política neoliberal de Fernando Henrique Cardoso – com o desmantelamento das políticas sociais, do Estado e da economia nacional, que produziu o que chamou de “mais amplo processo de exclusão social já visto no Brasil, levando desespero a milhares de trabalhadores brasileiros”.
Sua presença nos debates do plenário do Senado Federal e do Congresso Nacional, na Comissão de Assuntos Sociais do Senado – da qual foi vice-presidente – nas reuniões das Comissões de Constituição, Justiça e Cidadania; de Assuntos Econômicos; de Serviços de Infraestrutura e da Comissão de Fiscalização e Controle, bem como no Conselho de Ética do Senado, do qual foi titular, credenciou-lhe para ser eleita líder partidária e do bloco de oposição no Senado para o ano 2000.
Após as eleições gerais de 1998, 400 dos 513 deputados federais e 70 dos 81 senadores eram filiados a partidos governistas. Durante o segundo mandato, a oposição teve mais inserção e o governo FHC teve maior dificuldade de governar devido à reorganização das oposições. No Congresso Nacional, Heloísa e o Partido dos Trabalhadores (PT) lideraram a oposição, articulando os movimentos sociais e sindicais de esquerda e formando uma ampla frente de oposição parlamentar (PT, PCdoB, PSB, PDT, PCB e PPS). Entre as ações da oposição, destaca-se a Marcha dos 100 mil de Brasília em agosto de 1999, considerado o maior protesto contra seu governo. Apesar das críticas dos partidos de oposição às alianças políticas firmadas pelo governo, sua base parlamentar de apoio contribuiu para a estabilidade política, considerada um dos traços importantes do governo FHC.
Foi grande entusiasta do pedido de impeachment contra FHC em seu segundo mandato, sobretudo alegando denuncias no Programa de Estímulo à Reestruturação e ao Fortalecimento do Sistema Financeiro Nacional (PROER). Fernando Henrique sofreu dezessete denúncias que, se comprovadas, poderiam levá-lo ao impeachment. As denúncias foram apresentadas com maior frequência durante o segundo mandato, sendo arquivados pelos então presidentes da Câmara dos Deputados, responsáveis pela validação de um processo de impeachment contra o presidente da República. Desde a redemocratização do país, o Partido dos Trabalhadores solicitou formalmente o impeachment de todos os presidentes da República. Um desses pedidos baseava-se em uma escuta telefônica em que o presidente autorizava André Lara a pressionar o fundo de pensões do Banco do Brasil a participar em um dos consórcios do leilão de privatização da Telebrás. Apesar disso, Fernando Henrique conseguiu aprovar com facilidade seus projetos, reformas constitucionais e conteve a oposição graças a uma ampla maioria na Câmara dos Deputados e no Senado Federal.
Integrou ainda, como titular, as Subcomissões Permanentes do Idoso e de Casos de Exploração do Trabalho e Prostituição Infanto-Juvenis, a Comissão Especial do Rio São Francisco e a Comissão Mista de Planos, Orçamentos Públicos e Fiscalização.
Atuou como titular da Comissão Especial do Ano Internacional da Mulher Latino-Americana e como suplente da Comissão Especial Sobre a Corrupção no Estado de Rondônia. No mês de junho de 2005 foi escolhida para integrar, como titular, a Comissão Parlamentar Mista de Inquérito sobre a corrupção nos Correios.

#### Dissidência com o PT
Em julho de 2002, Heloísa se recusou a ter como vice um político do PL. Em protesto, acabou renunciando à candidatura ao governo de Alagoas. "O PL em Alagoas é formado por 'colloridos', moleques de usineiros e indiciados na CPI do Narcotráfico", declarou Heloísa Helena. De acordo com o campo majoritário do PT Nacional, foi em dezembro de 2003, após a vitória de Lula, que os protestos de Heloísa Helena adquiriram o tom de desobediência. Na ocasião, a então senadora se recusou a aprovar o nome de Henrique Meirelles para a presidência do Banco Central já que o PT prometia tomar outros rumos com relação a economia e a indicação de Sarney à presidência do Senado fez com que Heloisa  e ala dita “radical” do partido entrassem em choque com o governo petista.
No Senado, além da postura radical, chamou atenção pelo seu figurino: calça jeans e camiseta branca, contrastando com a sisudez habitual da Casa. Na posse do presidente, um de seus últimos momentos de confraternização com a bancada, foi elogiada pelos colegas ao aparecer de vestido vermelho.
Formou um grupo dissidente de esquerda às ações do Governo Lula, junto a outros parlamentares desta legenda (como os deputados Babá e Luciana Genro) que por não concordarem com as decisões ditas "neoliberais" do setor econômico do PT, passaram a votar contra as determinações do partido.
O ápice deste confronto foi quando o governo federal mandou a proposta de Reforma da Previdência e orientou sua bancada na Câmara dos Deputados a votar pela aprovação do projeto. Por entenderem que o projeto tiraria direitos dos servidores públicos por instituir a cobrança de contribuição dos já aposentados, Luciana Genro, Heloísa Helena, Babá e João Fontes votaram contra o projeto e por isso foram expulsos do PT numa reunião do diretório nacional.
Logo no início do governo teve discordâncias com as políticas do PT após chegar ao poder, particularmente com a proposta do governo de reforma da previdência em 2003. Votou contra e foi expulsa do partido por José Dirceu e José Genoíno, hoje detidos após o escândalo do mensalão.

### Saída do Partido dos Trabalhadores
Em 2003, os membros do PT inconformados com as políticas econômicas próximas à economia neoclássica do Governo Lula, foram expulsos, entre outros pontos, não cumpriram deliberações da bancada, encabeçaram atos públicos contra a política do governo, atacaram ministros do PT e votaram contra projetos de interesse do partido, como a reforma da Previdência. Helena foi a única a chorar durante o encontro. Heloísa e demais militantes foram expulsos do PT em 14 de dezembro de 2003.
Tendo lutado veementemente contra a decisão do PT, a senadora teve ao seu lado a defesa do também senador Eduardo Suplicy. Após o fato, declarou:
| “ | Eu não vou ficar chorando abraçada à bandeira do partido a que eu dediquei os melhores anos de minha vida para construir e que hoje comodamente me expulsa | ” |

Esses membros, liderados por Heloísa Helena, perceberam ser o momento certo para a construção de um novo partido de esquerda a ser referência para os trabalhadores brasileiros. Assim nascia o PSOL. Quadros importantes continuaram no partido, suas intenções iniciais foram, disputar o comando do partido a romper com ele. Porém, posteriormente, ao serem derrotados no Processo de Eleições Diretas (PED), que decidiam as direções partidárias, com a candidatura de Plínio de Arruda Sampaio para presidente do PT, outra tendência também migra para o PSOL, a Ação Popular Socialista (APS) de Ivan Valente.
Heloísa foi militante do Partido dos Trabalhadores (PT) por três décadas, num movimento que ajudou a construir, participando das articulações políticas, defendendo as causas sociais e direitos humanos, porém ainda não era filiada de início. Encorajada principalmente por Chico Mendes, ela atende os pedidos de amigos e ingressa oficialmente na sigla, registrando-se em 1985 e logo disputando as eleições do ano seguinte. Foi no PT que Heloísa Helena conseguiu embasamento para caracterizar seu perfil político e formar uma estrutura consolidada em aspectos que a levava a conquistar os seus objetivos. Durante esse longo período elegeu-se vereadora, deputada e senadora.

### Fundação do PSOL

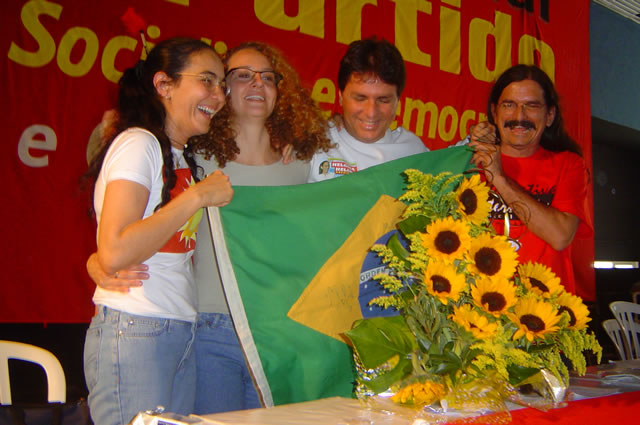
Babá, Heloísa Helena, Luciana Genro e João Fontes

Heloísa Helena e outros ativistas políticos, juvenis, sindicais e populares, fundaram o Partido Socialismo e Liberdade (PSOL).
O novo partido ganhou novas adesões a partir de setembro de 2005. Isso foi um resultado da crise política causada pelas denúncias de um esquema de pagamento a congressistas para votarem de acordo com os interesses do executivo (o chamado escândalo do mensalão). Algumas centenas de militantes petistas de movimentos sociais e mais os deputados federais Ivan Valente e Orlando Fantazzini (SP), Maninha (DF), Chico Alencar (RJ) e João Alfredo (CE), ingressaram no PSOL. Foi causado também pelas mudanças ideológicas do PT que, na concepção da parlamentar e demais fundadores do partido, abandonou o socialismo como meta estratégica. Em julho de 2006, o próprio presidente Lula da Silva se declarou distante da esquerda, admitindo que em um eventual segundo mandato prosseguiria com políticas conservadoras. Militantes históricos e mesmo fundadores do PT, como Plínio de Arruda Sampaio, Hélio Bicudo, Miguel Carvalho e Edson Albertão abandonaram o partido individualmente ou em conjunto. Um exemplo de abandono coletivo ocorreu com a então corrente petista Ação Popular Socialista. Alguns militantes petistas oriundos de movimentos sociais, como a dirigente da Central Única dos Trabalhadores (CUT) Lujan Miranda e o Secretário Nacional de Movimentos Populares do PT, Jorge Almeida, o então vereador Clécio Luis, que sete anos depois viria a se tornar o primeiro prefeito do PSOL em uma Capital de Estado, os senadores Randolfe Rodrigues (AP), na época deputado estadual, Marinor Brito (PA), até então vereadora de Belém, José Nery, que migrou para o PSOL ainda como vereador belenense, o senador Geraldo Mesquita Júnior (AC), oriundo do PSB, e os deputados federais Ivan Valente (SP), Maninha (DF), Chico Alencar (RJ), João Alfredo (CE) e Orlando Fantazzini (SP), ingressaram no PSOL.
Heloísa Helena daí converteu-se de uma apoiadora a uma crítica ao governo do PT, sobretudo diante das muitas denúncias de corrupção e desvios de verbas públicas, integrando as Comissões Parlamentares de Inquérito (CPIs) formadas. Em novembro de 2005, Heloísa Helena foi eleita pela revista Forbes Brasil como a mulher mais influente na política e no legislativo brasileiro. Um mês depois, a revista Isto É Gente a elegeu como Personalidade do Ano.
Em 2005, denúncias de corrupção que envolviam diretamente o PT tomaram os noticiários nacionais. O chamado escândalo do mensalão tomou centro no debate público daquele ano. O Conselho de Ética da Câmara dos Deputados julgou grande parte dos envolvidos e seus pedidos de cassação foram encaminhados para o plenário. Heloísa afirmava que fazia questão de ir à tribuna em todos os episódios e abrir seu voto pela cassação de todos os envolvidos.
Com este novo fato, novas levas de petistas romperam com o partido e se juntaram ao PSOL. Em 2009, o PSOL abriu uma representação na Câmara do Senado contra Sarney e Renan Calheiros.
Em discurso na Câmara Municipal de Maceió, Heloísa Helena enfatizou que o PT frustrou as expectativas dos socialistas brasileiros, pois, há nove anos a legenda petista está no poder mas não transformou o Brasil em uma nação socialista. Heloísa também denunciou que o País vive a triste estimativa de dezesseis milhões de brasileiros vivendo em situação de pobreza extrema.
Em agosto de 2005 foi agraciada, pelo Governo do Estado de Alagoas, com a Medalha Marechal Floriano Peixoto. Em 20 de setembro de 2005 recebeu a Medalha de Mérito Pedro Ernesto, concedida pela Câmara Municipal do Rio de Janeiro. Em novembro de 2005, em eleição livre promovida pela revista Forbes Brasil, foi eleita como a mulher mais influente na política e no legislativo Brasileiro. Em dezembro os profissionais de comunicação, agência de publicidade e leitores da Revista IstoÉ Gente elegeram Heloísa Helena como Personalidade do ano de 2005.

### Eleições presidenciais de 2006
Heloísa Helena, senadora eleita em 1998 pelo PT de Alagoas, disputou o cargo de presidente da república em 2006 pela Frente de Esquerda constituída por PSOL, PSTU e PCB, tendo sido a 3ª colocada com 6.575.393 votos (6,85% dos válidos) – uma enorme conquista do PSOL, o qual ficou à frente do tradicional e de maior porte PDT. A candidata, que havia aberto mão de concorrer novamente ao cargo de senadora, não aceitou o apoio financeiro de empresários, pois de acordo com ela, esta seria a origem da corrupção dos candidatos depois de eleitos.
As eleições de 2006 aconteceram em meio a uma nítida reorganização das forças políticas do país. Nas eleições gerais anteriores, após três tentativas consecutivas, o Partido dos Trabalhadores (PT), representado pelo seu candidato Luiz Inácio Lula da Silva chegava pela primeira vez à Presidência da República, em meio a um temor generalizado por parte do mercado financeiro internacional com relação a riscos de desestabilização econômica e descumprimento de contratos. O Partido da Social Democracia Brasileira, que ocupara anteriormente o cargo durante oito anos, viu sua força política reduzida à medida que o novo governo passava a assumir uma política econômica próxima à do ex-presidente Fernando Henrique Cardoso. Cogitou-se inclusive, que o PT tomava o lugar do PSDB como representante do Brasil da social-democracia. A partir de uma série de denúncias de corrupção com relação às práticas do governo, o PT viu-se desestruturado e continuamente acusado de traidor de seus ideais históricos. Apesar da descrença de setores da esquerda brasileira no PT, verificou-se ainda no início de 2006 um forte apoio popular a Lula.
Helena alegou ter sido ofendida por articulistas da grande imprensa, com a publicação de textos considerados por ela inverídicos e ofensivos à sua reputação. Ela disse que teve sua candidatura à Presidência em 2006 prejudicada porque foi propalado pela imprensa que "mantinha relação amorosa com o então senador Luiz Estevão (PMDB)" - o que ela nega. Ainda há recurso pendente para ser julgado no STF (Supremo Tribunal Federal).
Em 2006 foi candidata à Presidência da República pela coligação PSOL-PSTU-PCB, tendo conquistado a terceira colocação. Foi eleita vereadora de Maceió em 2008. Em abril de 2010 anunciou que não concorreria ao cargo de presidente da República, para concorrer, pela segunda vez, ao Senado Federal. Foi novamente candidata à vereança de Maceió em 2012. Atualmente exercendo mandato de vereadora por Maceió, capital do Estado de Alagoas.
Durante a candidatura de Heloísa Helena, o partido obteve o apoio de personalidades como o cartunista Ziraldo (criador do slogan e do símbolo do partido). A candidatura foi apoiada também por um grupo de mais de 250 intelectuais do mundo inteiro, entre os quais o linguista estadunidense Noam Chomsky, o sociólogo franco-brasileiro Michael Löwy, o cineasta britânico Ken Loach e o filósofo esloveno Slavoj Zizek.

#### Resultado das eleições 2006
Heloísa Helena terminou as eleições presidenciais de 2006 em terceiro lugar. Obteve 6,5 milhões de votos (6,85% do total), ficando a frente de Cristovam Buarque, candidato do tradicional Partido Democrático Trabalhista (PDT). Ao término de seu mandato como senadora, reassumiu profissão como professora de enfermagem na UFAL até ser eleita vereadora de Maceió dois anos mais tarde.

### Eleições 2008
Tendo obtido 6.575.393 votos na disputa presidencial de 2006, Heloísa Helena recomeçou a carreira política aos 46 anos candidatando-se à vereança de Maceió fazendo campanha nas ruas. Heloísa foi a vereadora mais votada de Maceió, com 29.516 votos (7,40% dos válidos).
A parlamentar presidiu a 1ª sessão da Câmara Municipal de Maceió em 2009, por ter sido a candidata mais votada. No 2° ano de seu mandato, tem atuado contra a corrupção e a favor de mais investimentos tanto na educação como na saúde de Maceió.

### Eleições 2010
Em Alagoas, Heloísa não recebeu apoio dos meios de comunicação e empresários, uma vez que estes se sentiam intimidados ante a perspectiva da então senadora, considerada radical e alinhada às teses de esquerda continuar na casa revisora. A campanha de Benedito de Lira foi fértil em práticas tidas, na época, por moralmente duvidosas, e que combinavam preconceitos políticos e sociais.

#### Pré-candidata à presidência da República
Em 2010, Heloísa Helena não se candidatou à presidência para tentar reconquistar sua cadeira no Senado. De acordo com pesquisa divulgada pela CNT/Sensus, Heloísa chegou a liderar a corrida rumo à presidência da República para 2010.

#### Especulações de apoio à Marina Silva
Quando a ex-ministra do meio ambiente do Governo Lula, Marina Silva, lançou-se candidata, houve especulação na mídia de que Heloísa poderia abandonar sua candidatura à presidência para formar uma coalizão com a verde. Conforme esta possibilidade era noticiada, os afiliados ligados a Heloísa Helena lançaram a pré-candidatura de Martiniano Cavalcante à presidência da República. Pondo fim às especulações de apoio ao PV. Analistas da cena política indicaram que um possível apoio à Marina, tiraria de Heloísa a pesada imagem de radical atribuída a ex-senadora pela imprensa. Na III Conferência Eleitoral do PSOL, Plínio de Arruda Sampaio foi escolhido o candidato do partido à presidência. Assim sendo, Plínio de Arruda Sampaio foi o candidato presidencial do PSOL.

#### Perseguições políticas na pré-candidatura
Vereadora por Maceió, assim que lançou sua predisposição a concorrer a uma vaga na reeleição teve o registro questionado pelo concorrente Idelfonso Lacerda (PRTB) com base na Lei da Ficha Limpa.
Os ministros do Tribunal Superior Eleitoral (TSE) liberaram, por unanimidade, a candidatura de Heloísa Helena, que concorria a uma vaga no Senado por Alagoas. O candidato adversário afirmou que a ex-senadora teria sido condenada por omissão, sonegação e ocultação de rendimentos à Receita Federal, na época em que era deputada estadual. A candidata negou as acusações e desqualificou a impugnação.
No início de agosto, o Tribunal Regional Eleitoral de Alagoas (TRE-AL) liberou o registro da candidata, também por unanimidade, mas o adversário recorreu ao TSE.
O ministro Marco Aurélio Mello manteve a decisão da Justiça Eleitoral do estado que concedeu o registro por se tratar apenas de uma condenação administrativa e não penal. Por isso, Heloísa Helena não poderia ser barrada pela ficha limpa. Lacerda foi multado pelo TRE-AL por litigância de má-fé e teve que indenizar Heloísa Helena por difamação caluniosa, injúria e danos morais. Os juízes do estado entenderam que a ação proposta por ele teria tentado induzir a Justiça ao erro e não teria "nenhum compromisso com a fidedignidade dos fatos".
Outro pedido de cassação de mandato contra a vereadora Heloísa Helena foi arquivado em 24 de dezembro de 2009 pela Câmara de Vereadores de Maceió. O arquivamento foi uma decisão unânime da Comissão de Ética. Heloísa também criticou a decisão do STF de jogar para 2012 a aplicação da Lei da Ficha Limpa

#### Campanha ao Senado em 2010
Heloísa Helena não conseguiu retornar em 2010 ao Senado.
Heloísa obteve a terceira colocação entre dez candidatos, com 16,60% da porcentagem total - expressivos 417.636 votos. Durante a campanha, a ex-senadora não poupou os adversários de Brasília e Alagoas aos quais afirmou estarem envolvidos em balcões de negociata, banditismo, organizações políticas criminosas e vigarice política. Segundo ela, a reação do outro lado foi igualmente violenta para impedi-la de retornar ao Senado. Entre os atropelos que teve de vencer, a dificuldade em ter acesso aos meios de comunicação no Estado. Por isso, se preparou para pedir votos caminhando pelas ruas de Maceió – o mesmo esquema que em 2006 tornou-a a 3ª candidata mais votada na disputa presidencial com 6,85% dos votos válidos do País. Teve contra si durante a campanha estadual 19 vereadores da capital, 27 deputados estaduais, o governador, os 3 senadores, a grande maioria dos veículos de imprensa e o esforço pessoal de um presidente da República que conta com 94% de aceitação popular. Segundo ela própria, soma-se a isto o fato de ter feito a campanha mais barata entre os seus principais adversários, ter menos tempo de TV e de ainda ter que enfrentar candidatos que foram criados com a única intenção de atacá-la. Numa dura campanha Heloísa Helena foi massacrada por seus adversários. Heloísa enfrentou do Presidente aos políticos locais. "Eles tinham a obrigação de vencer.", disse a ex-senadora. O PSOL no entanto, elegeu dois senadores: Randolfe Rodrigues no Amapá e Marinor Brito no Pará.

#### Terceira mais votada
A ex-senadora afirmou que foi feito "um conluio de esquerda e de direita" na esferas federal e estadual para derrotá-la. Heloísa Helena enfrentou uma campanha com fortes ataques de seus adversários. "O PSDB agiu articulado com o governo Lula para me derrotar", disse à Folha de S.Paulo. O presidente Lula gravou mensagens de apoio para 2 oponentes de seus principais, que acabaram eleitos: o pepista Benedito de Lira, que foi um dos envolvidos no escândalo das ambulâncias superfaturadas também conhecido como sanguessugas, 1° colocado eleito com 904.345 votos (35,94% dos válidos),e o peemedebista Renan Calheiros, que foi Presidente do Senado Federal do Brasil de 2005 até 2007, quando renunciou ao cargo, após várias denúncias de corrupção contra si polarizarem a opinião pública, o 2° colocado reeleito com 840.809 votos (33,42% dos válidos).

### Saída da presidência do PSOL
Em 20 de outubro de 2010, a mídia anunciou o afastamento de Heloísa Helena da presidência nacional do PSOL. A vereadora declarou que decidiu se afastar da presidência do partido devido ao apoio deste à campanha de Dilma Rousseff (PT) à Presidência da República. Porém, Heloísa deixa claro no comunicado que continuará na militância do PSOL. (na realidade, o PSOL só declarou apoio crítico à Dilma Rousseff, afirmando que só optou por fazê-lo, a fim de garantir a derrota da direita convencional representada na candidatura de José Serra nas eleições gerais, e que iria continuar a se opor à política centrista do governo do PT. Muitos membros do partido, incluindo o candidato presidencial Plínio de Arruda Sampaio, optaram pelo voto nulo, recusando-se a apoiar Rousseff.)
Heloísa Helena criticou as alterações estatutárias promovidas pela direção do partido que, na prática, já teria lhe afastado “de fato” da presidência da legenda. Por conta dessas disputas internas e por ter sido eleita presidente do partido por uma chapa minoritária, a vereadora optou pelo afastamento mantendo-se, apenas, como militante. Afirmou Heloísa Helena em trecho da nota.

#### Rumores sobre saída do PSOL
Apesar de Heloísa Helena ter deixado claro que permanece na militância do Partido Socialismo e Liberdade, da qual é fundadora junto a outros membros, a imprensa especulou em 14 de setembro de 2011 que ela deixaria a sigla para se coligar ao movimento político suprapartidário de Marina Silva. Na época a ex-senadora e atual vereadora por Maceió não se pronunciou sobre o assunto e seu nome constava na lista nacional de afiliados ao PSOL.
Conforme a Rede Brasil Atual relatou, "a coligação caminha muito mais pela vontade da ex-candidata a presidenta, Marina Silva, e da vereadora do PSOL, Heloísa Helena, do que por aspirações de ambas as siglas". Em fevereiro de 2013 Heloísa garantiu que não sairá do PSOL. Entretanto, em 2015, a vereadora afirmou que estava afastada do PSOL por causa de "divergências programáticas". Ela deixou o partido por ser contra o aborto.

#### Suspensão preventiva
A vereadora, Heloísa Helena, que tem se engajado na criação da Rede de Sustentabilidade do governo federal, sempre negou o interesse de deixar o PSOL, entretanto, no dia 4 de março de 2013, o PSOL nacional aprovou uma resolução que decreta a “suspensão preventiva” da vereadora por ajudar na criação do novo partido da ex-senadora Marina Silva.

### Filiação ao partido REDE
Com a obtenção do registro definitivo da Rede Sustentabilidade  no TSE, Heloísa Helena, que ajudou a fundar o partido, se filiou oficialmente a ele poucos dias depois.

#### Manifestações de 2013 e o pós-senado
Em junho de 2013, irromperam no país grandes manifestações populares, quando milhões de pessoas saíram às ruas em todos os estados para contestar os aumentos nas tarifas de transporte público, a truculência das policiais militares estaduais, além de outras reivindicações.
Após as polarizadas eleições presidenciais de 2014, Rousseff é reeleita com 51,64% dos votos válidos, ao derrotar em segundo turno o candidato Aécio Neves. Em março de 2015 novos protestos apartidários acontecem em vários estados principalmente contra a corrupção, especialmente por conta da Operação Lava Jato conduzida pela Polícia Federal. Como efeito da enorme e crescente insatisfação popular com o governo, a base política da presidente foi deteriorada e um processo de impeachment contra a presidente é iniciado em dezembro do mesmo ano com base nas chamadas pedaladas fiscais cometidas em seu governo, que desrespeitaram a Lei de Responsabilidade Fiscal. O ato causa grande controvérsia e divide o país entre grupos antigovernistas (majoritariamente de direita) e pró-governo (majoritariamente de esquerda). Em 17 de abril de 2016, a Câmara dos Deputados aprova o início processo, que a partir de então é encaminhado para análise no Senado.
Em seu pós senado, acompanhada de parentes e amigos, a vereadora por Maceió, Heloísa Helena, foi internada, na noite de terça-feira 30 de agosto de 2011, no Hospital Geral do Estado(HGE), no Trapiche da Barra. Segundo informações passadas por médicos especialistas, a parlamentar teria sofrido uma queda de pressão arterial. A assessoria de Heloísa Helena disse que ela não tem convênio médico por "convicção". Medicada, fez diversos exames que não constataram problemas. A vereadora e ex-senadora têm problemas de hipertensão. De acordo a assessoria do hospital, a UDT (Unidade de Dor Torácica), é espécie de UTI (Unidade de Terapia Intensiva) e ela foi encaminhada ao local para ter mais privacidade, uma vez que sua presença no local causou alvoroço entre funcionários e pacientes. O HGE é o hospital público do Estado que atende urgências e emergências.
Em seu primeiro dia na vereança de Maceió, presidiu os trabalhos por ter sido a parlamentar mais votada na capital. Durante seu discurso, Heloisa disse que vivia em um país e um estado esculhambado, ao se referir a algumas leis que não eram cumpridas. Lembrou da mãe, Helena Morais, que morreu durante a campanha da vereadora ao Legislativo Municipal e mandou mensagens indiretas ao senador Benedito de Lira (PP), presente na solenidade e que não aplaudiu o discurso da vereadora. Ao final de sua fala, Heloisa contou ainda uma piada:
— Quando uma mulher acorda e coloca os dois pés no chão, o diabo no inferno diz assim: "Essa doida acordou de novo".
Em 2016,  Heloisa disse que Lula e Dilma trabalharam muito para derrota-la em Maceió. A vereadora exaltou a postura do juiz Sergio Moro, quem classificou como “honrado”.  Heloisa se colocou a favor ao processo de impeachment de Dilma por conta da manobra contábil do governo, declarando que “Nem Dilma, nem Temer"; entretanto, ela observou que o "caminho mais democrático seria um referendo revogatório".
Em 2019, Heloisa disse que não vê muita diferença entre o petismo e o bolsonarismo no poder. Eles são “farinha do mesmo saco”. Disse também que “podem meter o cacete [nela]”, mas ela está convencida da culpa de Lula nas acusações de corrupção
Nas eleições municipais de 2020, Heloísa Helena se candidatou a vereadora da Câmara Municipal de Maceió, obtendo 5.267 votos, o que a colocou entre os 13 (treze) candidatos a vereador mais votados naquelas eleições. Porém, como o seu partido, a REDE não obteve o coeficiente eleitoral mínimo necessário para eleger representantes no Poder Legislativo local, ela não foi eleita.

### Porta-Voz Nacional
Heloísa Helena e Wesley Diógenes foram eleitos como Porta Vozes Nacionais para o biênio 2021/2022.
Em abril de 2021, ela foi nomeada como assessora parlamentar, em um cargo público em comissão, para a Liderança da Oposição do Senado Federal e em fevereiro de 2022 manifestou apoio a Ciro Gomes.

## Assuntos internacionais
Heloísa Helena apoia o governo de Cuba, e ao mesmo tempo crítico do atual governo chinês, que vê a Revolução Chinesa favoravelmente. O PSOL também apoia a Revolução Bolivariana na Venezuela - um tema frequente em sua revista. A legenda  apoiou atividades que exigem a liberação do Cinco Cubanos - considerados presos políticos por partidários - e pediu a extradição de Luis Posada Carriles dos EUA.
Heloísa Helena  apoia os direitos das nações para a autodeterminação.  A ex-senadora condenou o Estado de Israel e seu papel no Oriente Médio.  O PSOL também liderou manifestações contra a invasão israelense do Líbano em julho de 2006 e apoia o direito de retorno para o povo palestino.

## Reação ao Julgamento do Mensalão
Heloísa Helena criticou duramente a postura do Campo Majoritário do PT, ao defender os petistas considerados culpados pelos ministros do STF no julgamento do Mensalão em 12 de novembro de 2012. "O PT que me expulsou por manter-me fiel aos ideais de outrora é o mesmo que rasga o estatuto e defende a "marginália" condenada", disparou.

## Desempenho em eleições
| Ano  | Eleição                     | Coligação                                                                                | Partido | Candidata a       | Votos     | Resultado                      |
| ---- | --------------------------- | ---------------------------------------------------------------------------------------- | ------- | ----------------- | --------- | ------------------------------ |
| 1992 | Municipal de Maceió         | (PSB, PT)                                                                                | PT      | Vice-prefeita     | 21.209    | Eleita                         |
| 1994 | Estadual de Alagoas         | Alagoas para todos (PSB, PT, PPS, PV, PRP)                                               | PT      | Deputada estadual | 13.131    | Eleita                         |
| 1996 | Municipal de Maceió         | (PT, PSTU)                                                                               | PT      | Prefeita          | 63.548    | Não eleita                     |
| 1998 | Estadual de Alagoas         | Alagoas para Todos (PSB, PT, PDT, PCdoB, PPS, PTdoB, PRONA, PRP, PV, PTN, PSN, PMN, PST) | PT      | Senadora          | 374.931   | Eleita                         |
| 2006 | Presidencial                | Frente de Esquerda (PSOL, PCB, PSTU)                                                     | PSOL    | Presidente        | 6.575.393 | Não eleita                     |
| 2008 | Municipal de Maceió         | sem coligação                                                                            | PSOL    | Vereadora         | 29.516    | Eleita                         |
| 2010 | Estadual de Alagoas         | Frente de Esquerda (PSOL, PSTU)                                                          | PSOL    | Senadora          | 417.636   | Não eleita                     |
| 2012 | Municipal de Maceió         | A Verdadeira Mudança (PSOL, PSTU)                                                        | PSOL    | Vereadora         | 19.216    | Eleita                         |
| 2014 | Estadual de Alagoas         | Frente de Esquerda de Alagoas (PSOL, PSTU)                                               | PSOL    | Senadora          | 394.309   | Não eleita                     |
| 2018 | Estadual de Alagoas         | sem coligação                                                                            | REDE    | Deputada federal  | 53.793    | Não eleita                     |
| 2020 | Municipal de Maceió         | sem coligação                                                                            | REDE    | Vereadora         | 5.267     | Não eleita                     |
| 2022 | Estadual do Rio de Janeiro  | Federação PSOL REDE (PSOL e REDE)                                                        | REDE    | Deputada federal  | 38.161    | Não eleita (primeira suplente) |
| 2024 | Municipal do Rio de Janeiro | Federação PSOL REDE (PSOL e REDE)                                                        | REDE    | Vereadora         | 11.971    | Não eleita (quarta suplente)   |

## Cronologia política
- Até 1992 - Atividade política do Movimento Estudantil, dedicando-se posteriormente ao Movimento Docente e Sindical.
- 1992 - Eleita vice-prefeita de Maceió pela coligação PSB/PT;
- 1994 - Eleita deputada estadual pelo PT de Alagoas, atuando na área da saúde, educação e reforma agrária, dentre outras;
- 1996 - Candidata a prefeita de Maceió, mas não foi eleita
- 1998 - Eleita pelo PT, a primeira senadora por Alagoas;
- 2003 - Expulsão do PT;
- 2004 - Participa da fundação do PSOL, no dia 6 de junho;
- 2006 - Candidata à Presidência da República pela coligação PSOL, PSTU e PCB, mas não foi eleita.
- 2008 - Eleita vereadora de Maceió–AL, a vereadora mais votada da cidade com quase o dobro de votos do 2° colocado.
- 2010 - Em outubro, deixa o cargo da presidência nacional do PSOL.
- 2010 - Terceira colocada na eleição para o Senado, mas não foi eleita.
- 2012 - Reeleita vereadora de Maceió–AL, novamente a vereadora mais votada da cidade com quase o dobro de votos do 2° colocado.[97]
- 2013 - Participa ativamente na Rede Sustentabilidade de Marina Silva
- 2014 - Candidata ao Senado de Alagoas, mas não foi eleita.
- 2015 - Participa da fundação e se filia no partido Rede Sustentabilidade
- 2018 - Candidata a deputada federal por Alagoas, pela Rede Sustentabilidade, não sendo eleita.
- 2020 - Candidata a vereadora de Maceió, pela Rede Sustentabilidade, não sendo eleita.
- 2021 - Eleita Porta-Voz Nacional da Rede Sustentabilidade, junto com Wesley Diógenes.[98]